# 北海道道400号小顿别停车场线
北海道道400号小顿别停车场线（日语：北海道道400号小頓別停車場線）是一条位于北海道中頓別町内的普通道级道路（北海道道）。

## 路線数据
- 起点：北海道枝幸郡中頓別町小頓別（＝旧JR北海道 小顿别站）
- 終点：北海道枝幸郡中頓別町小頓別（＝国道275号交点）
- 全长：0.05千米

## 经过的自治体
- 宗谷综合振兴局
  - 枝幸郡中頓別町

## 主要连接道路
- 中頓別町
  - 国道275号（北海道道12号枝幸音威子府线重複）

## 历史
- 1961年（昭和36年）3月31日 路線勘定（据1961年北海道告示第616号记载）。

在旧道路法的时期，曾有名为道道枝幸港小頓別停車場線的路線存在（準地方費道59号）。1920年（大正9年）4月1日勘定，1954年（昭和29年）3月30日撤销（据1920年北海道庁告示第241号・1954年北海道告示第505号记载）。

## 路線概要・周边
- 实际长度为46米，在所有道级道路中第二短。另外，最短的路線是道道遠別停車場線全长42米。
- 有全長11米的人行天橋连结至終点。该人行天桥是于1990年（平成2年）完工用以替代1962年（昭和37年）完成的站前橋。橋下曾有頓別川流过，近年来由于改修工事的进行河流改道，河道被填平。
- 双向车道上设有人行道。
- 过去曾设置有路線番号案内標識。現在已经撤去。